# Teista sátánizmus
A teista sátánizmus olyan vallási csoportok gyűjtőfogalma, amelyek a Sátánt létező istenségnek, természetfeletti entitásnak vagy szellemi lénynek tekintik, amely méltó az imádatra és a hozzá való könyörgésre. A legtöbb teista sátánista közösség viszonylag új ideológiákat képvisel, amelyek nagy része független az ábrahámi vallásoktól.
Vallásuk alapja lehet a gnoszticizmus, a hermetizmus, az újpogányság, a balkéz ösvény, a fekete mágia, a szertartásmágia, a crowley-mágia, a nyugati ezoterika és az okkultista hagyományok keveréke. A teista sátánizmus egyik fő jellemzője a mágia különféle típusainak használata.

A pentagramma, a Baphomet mellett, a sátánizmus legismertebb szimbóluma.

## Irányzatai
Két fő irányzata a klasszikus és modern teista sátánizmus.

### Klasszikus teista sátánizmus
Az egyik csoport, mely a teista sátánizmus ághoz tartozik, az "anti-keresztények" csoportja, ők képviselik többnyire a keresztény mitológiára épülő ördögimádatot, avagy sátánimádatot. Ezen vallás követői a bibliai Sátánt imádják, mint Isten ellentétét és ellenfelét.

### Modern teista sátánizmus
Modern teista sátánizmushoz tartozó csoportok nem ismerik el a Bibliában szereplő Sátán karakterét. Hitük a pogány és Babílóni vallásokban gyökeredzik. Néhány, a teista sátánizmushoz tartozó csoport, Sátánt emberszerű, de emberfeletti erőkkel rendelkező lényként képzeli el.
Megint más csoportok az ősi istenségekkel, például Luciferrel, Enkivel vagy Melek Ta’us-sal hozzák kapcsolatba Sátánt. A spirituális sátánisták (akik többnyire a luciferi alakot, a fény hozóját) az önmegismerés és meditáció útjait választják, és azt vallják, hogy nincs közük a kereszténységhez, sem a Bibliához, így a keresztény értelemben vett sátánimádáshoz (ld. klasszikus teista sátánizmus) sem.

## Története

### Kezdetei
A keresztény mitológiára épülő sátánizmus az ókor végén, majd a középkorban kezdett kibontakozni (→ luciferiánusok).
Azokat is az ördögimádó vagy sátánimádó jelzőkkel illették, akik nem tértek az igaz hitre, inkább őseik pogány hitét gyakorolták.

### Középkor
Főleg a középkor idején élte "fénykorát", a keresztény egyházi propaganda erősen hirdette a sátánimádás terjedését. Az Inkvizíció volt az az egyházi hivatal, mely felvállalta a sátánizmus elleni harcot. Az egyház minden, az okkulttal foglalkozó egyént a Sátán hívének minősített, és halállal, általában máglyahalállal büntetett. 
Kevés feljegyzés létezik valódi ördögimádó szektákról, Európában szervezett szinten valószínűleg nem működött ilyen a középkor idején. A sátánimádónak minősített egyének többsége pogány volt, az Ősi Isteneket és nem a keresztény ördögöket imádta.

### Modern kor
A modern korban a klasszikus sátánimádás újra feléledt. Ez egyrészt köszönhető a liberalizmus terjedésének illetve egyes okkultista gondolkodóknak (mint Aleister Crowley). A modern kori sátánimádást általában a black metal-lal és death metal-lal hozzák kapcsolatba. E két zenei műfaj képviselői közt akad, melyek dalszövegeikben sátánimádásra buzdítanak, vagy ahhoz kötődő a mondandójuk (például a Morbid Angel). Főleg a fiatalok körében divatos, kisebb-nagyobb csoportok mindenhol előfordulnak, de szervezett és hivatalos szinten egyelőre nem létezik. Gyakran összetévesztik a modern sátánimádatot a modern ateista sátánizmussal (ld. LaVey-i sátánizmus), de fontos megjegyezni, hogy a kettő jelentősen különbözik. Ugyanez a helyzet áll fenn a teista sátánizmus többi ágával szemben is (ld. Lucifer Egyháza), melyekkel vannak közös vonásai, de különbségek is felfedezhetők.